# Pelidnota gracilis
Pelidnota gracilis är en skalbaggsart som beskrevs av Hippolyte Louis Gory 1834. Pelidnota gracilis ingår i släktet Pelidnota och familjen Rutelidae.

## Underarter
Arten delas in i följande underarter:
- P. g. debahia
- P. g. decaensi
- P. g. wagneri